# Lubuk Pedara
Lubuk Pedara is een bestuurslaag in het regentschap Lahat van de provincie Zuid-Sumatra, Indonesië. Lubuk Pedara telt 601 inwoners (volkstelling 2010).